# Spontán emberi öngyulladás
A spontán emberi öngyulladás egy megmagyarázatlan állítólagos jelenség, amelynek során valakinek a teste bármilyen látható ok nélkül meggyullad. Az öngyulladás eredményezhet pusztán hólyagos bőrt vagy égési sebeket, de szélsőséges esetben a teljes test hirtelen lángba borulását is. Az utóbbi a leggyakrabban felismert esete a spontán öngyulladásnak. Rengeteg a találgatás és vita a jelenséggel kapcsolatban. Tudományos tényként nem sikerült ugyan bizonyítani, de sok elmélet megpróbálta megmagyarázni a létezését. Bár matematikailag kimutatható, hogy az emberi test elegendő energiát tárol zsír és egyéb szövetek formájában, amit elégethet, az emberi test rendes körülmények között nem képes saját lángot előállítani.
Az első regisztrált eset 1731. április 4-ére tehető, Olaszországban.

## A spontán emberi öngyulladás rejtélyei
Minden évben olyan sok megmagyarázhatatlan eredetű tűzesetről hallunk, hogy az már elegendő alapot biztosít további tudományos vizsgálatoknak. Hajmeresztő elméletek születnek a jelenség magyarázatára.
1938. július. Mrs. Mary Carpenter egy hajókiránduláson töltötte szabadságát az angliai Norfolk Boards közelében, mikor váratlanul lángolni kezdett. A tűz egész testét elemésztette, csak egy kupac hamut hagyva a testéből. Ezek a példák egy több mint száz esetet taglaló listáról származnak. Mindegyikben közös vonás hogy a tüzeknek nincs magyarázatuk. Sokszor úgy tűnik, mintha a tűz a testben keletkezne, talán a mellkasban, a hasban, vagy az izmok belsejében. A lángok gyakran kékek, vagy más, szokatlan színűek. A test bizonyos részei gyakran a tűz által érintetlenek maradnak ugyanúgy, ahogy bizonyos bútorok és ruhák is az égő test körül, kivéve persze azokat a berendezési tárgyakat, amelyeken az illető ült, vagy feküdt. Néha még az ágy is érintetlen maradt! A megégett test annyira károsodik, hogy gyakran csak hamu marad belőle. Még a legvastagabb csontok is teljesen elhamvadnak. A tűz általában úgy tör ki, hogy az áldozat látszólag nem érez fájdalmat, vagy legalábbis nem adja jelét. Egy 1905-ös lincolnshire-i eset egy asszonyról szól, akinek a vállain söprögetés közben jelentek meg a lángnyelvek. Csak a gyors beavatkozás mentette meg az életét. A jelenés egy másik általános velejárója a visszataszító, zsíros massza, ami általában a helyszínek falára is lerakódik. Ez az anyag származhat az égő testből is.

## Lehetséges magyarázatok
Bár sok elmélet született a spontán emberi öngyulladásra, nem mindegyik ad átfogó magyarázatot az összes esetre. Randles és Hough számos olyan feltételezést tett közzé, amely megpróbálja felfedni e vad tüzek okát.

### Természetfeletti magyarázat
A SEÖ hagyományos, vallásos magyarázata az, hogy ezek a tüzek a bűnösök, fanatikusok, vagy más, Isten elleni vétséget elkövető emberek megbüntetését szolgálják. Az égből lecsapó villám is egyike ezeknek a megtorlásoknak. A vétkeseket felemésztő híres „tűzoszlop” is felfogható ebből a szemszögből. A hirtelen fellobbanó tüzeket évszázadokon keresztül boszorkányok, vagy démonok művének tulajdonították.

### A gyilkosság-elleplező elmélet
A törvényszéki esetnaplók és a SEÖ-ről szóló tanulmányok leggyakrabban egy gyilkossági ügy elkendőzését látják ezekben a jelenségekben. Az áldozatot szerintük azért égetik el, hogy eltüntessék a gyilkosság vagy lopás bizonyítékát.
Az elméletnek ellentmondanak az égési maradványok.

### A faggyúelmélet (kanóceffektus)
E feltevés David Gee angol professzor nevéhez fűződik. Ezt az elnevezést először 1989 áprilisában használta a BBC egyik adásában, amely a spontán emberi öngyulladásról szólt. Elmélete szerint az emberen égő ruhák elpárologtatják a szervezetben lévő vizet (az emberi test 70%-a víz), és az így visszamaradó faggyúhoz hasonló, zsíros anyag tovább táplálja a tüzet, és a textília (mint gyertyában a kanóc) segítségével éghet el a test jelentős része.
Ezt az elméletet sikeresen tesztelték, az élő szövetet takaróba csavart disznó teste szolgáltatta. Ezek szerint véletlen keletkezett tűz, vagy gyilkosság során az elkövetőnek a nyomok eltüntetése céljából gyújtott tűz a test jelentős részét képes elégetni, mint a kísérlet is mutatta, a környezetben okozott nagyobb károkozás nélkül. Az eredeti feltételezések szerint csontok ilyen hatás következtében nem semmisülhetnek meg. Krematóriumoktól szerzett ismereteink szerint ahhoz, hogy az emberi csontok elégjenek, különösen magas hőmérsékletre van szükség. Ekkora hő pedig nem keletkezhet egy parázsló tetemen. A kísérlet során azonban az öt órán át folyamatosan égő tűz a csontokat is megsemmisítette. Az elmélet megmagyarázhatja azon esetek egy részét, melyekben megégett, részben megsemmisült holttestet találtak. Az olyan megfigyelések azonban továbbra is magyarázatra várnak, ahol szemtanúk szerint rendkívül gyors égés történt.

### Alkohol
A XX. század elejéig nagyon népszerű volt az az elmélet, mely szerint a SEÖ áldozatai idült alkoholisták voltak. Azt gondolták, hogy a testükben valamilyen háztartási tűztől (gyertyától, vagy gyufától) meggyulladt a nagy mennyiségű alkohol. Ennek a feltételezésnek a gyenge pontját a gyerekek és azok az emberek képezik, akik sosem ittak.

### Erős huzat
Ez kapcsolatban áll a faggyú-teóriával. Eszerint a meggyulladó személyben a kéményből, vagy nyílászárókon beáramló huzat erősíti fel a test égését, ezért lesz olyan pusztító erejű, hogy még a csontokat is elhamvasztja. Ezt az elméletet az olyan esetek döntik meg, mint például a „Bert Jones” ügy, ahol a jelenség zárt, szigetelt szobában történt.

### Az emberi üzemanyagcella elmélete
John Heymer, egykori angol tűzoltó nevéhez fűződik, aki lehetségesnek tartotta, hogy a testben egy eddig ismeretlen kémiai reakció jön létre, amely a szervezetben található vizet szétbontja oxigénre és hidrogénre. Ha a hidrogén lángra kap, gyorsan elemészti az oxigént és így egy láncreakciót hoz létre, ahogy sejtről sejtre továbbterjed. Mindez pedig olyan gyorsan történik, hogy az égő test környezete nem sérül meg.
Az ismeretlen kémiai reakció leírása hiányzik.

### A szervezet kémiája
Ian Sanderson, a Fortean Times újságírója szerint lehetséges, hogy a magány oly módon hat egyes emberekre, hogy azok testében, az izmokon belül egy bizonyos, nitroglicerinhez hasonló anyag halmozódik fel. Mi történne, ha ez az anyag lángra kap? Dr. Joyce Nelson elmondása szerint egyes állatok a gyomrukban felgyülemlett nagy mennyiségű metán miatt kérődznek. Gyakran előfordul, hogy a gáz kijuttatásának egyetlen módja az marad, hogy metszést ejtenek az állat nyakán. Az emberrel is megtörténik, hogy a gyomorgázok nyomást gyakorolnak a belekben felhalmozódott metánra, ami szellentés formájában távozik a testből. Az elmélet szerint ez a gáz a testben gyullad meg.

### Psziché hő elmélet
A keleti tanítások szerint élő jógik állítólag képesek rá, hogy uralják testük hőmechanizmusait. Képesek órákon át ülni a hóban mindenféle védőruha nélkül. Sőt, képesek annyi hőt termelni, hogy megolvasztják maguk alatt a havat. Elképzelhető, hogy a SEÖ oka is abban keresendő, hogy a test hőszabályozó központjában valami tönkremegy.

### Elektromagnetizmus
Szárnyra kapott néhány olyan elmélet is, mely szerint az öngyulladást valamilyen elektromágneses, vagy mikrohullámú sugárzás okozza. Lehetséges, hogy az elektromos mezőknek közük van ezekhez az esetekhez? 1975-ben Livingston Gearhart kutató összefüggést talált a Föld geomágneses sugárzás változása és a spontán emberi öngyulladások között. [forrás?]

### Nukleáris hasadás elmélet
A testet összetartó "életerő" némely pszeudotudós szerint néha „meghibásodhat”, és ezáltal elkezdhet hőt termelni, mint egy atomerőmű, amely a maghasadásból nyeri energiáját. Lehetséges volna, hogy a testben is egy ilyen, persze kisebb mértékű reakció játszódik le az öngyulladáskor?

### Dimenziós defekt
A pszeudotudományos elmélet lehetségesnek tartja, hogy más térdimenziók érintkezésbe lépnek a miénkkel. Ennek az egymásba csúszásnak a következménye lehet akár nagy mértékű hő átadása. Ha pedig ez az érintkezés véletlenül egy személyen belül jön létre, az illető valószínűleg azonnal elég. Ez az elmélet arra is magyarázatot ad, hogy miért nem ég meg semmi az áldozat közelében.

### A matematikai magyarázat
Az R.I.I.K.O. Journal [forrás?] 1994-es számában dr. A. M. Davie [forrás?] kifejti, hogy szerinte a SEÖ kapcsolatban áll a geofizikai hatásokkal. Katonai térképek alapján tanulmányozta Skóciában az elmúlt évtizedek során bekövetkezett tüzek helyszíneit. Elmélete szerint létezik egy képlet, amellyel a spontán emberi öngyulladások helyszíneit akár előre is lehetne jelezni. Azt állítja, hogy ezzel a technikával más gyúlékony helyek (raktárak, gyárak, farmok) spontán gyulladásait is meg lehet jósolni. Egy 1990-es újságcikk [forrás?] tovább bonyolítja a rejtélyt. Egy négyéves kínai kisfiú teste több helyen is égni kezdett. Nagymamája először arra lett figyelmes, hogy füstöl a nadrágja, majd egy nagy folt égett át a kisfiú több réteg ruháján. Ötven perccel azután, hogy beértek a kórházba, a gyerek újra füstölni kezdett. A következő két órában a gyerek négyszer lobbant lángra minden külső ok nélkül. Az újságban megszólaltatott orvosok szerint a fiú teste olyan volt, mintha erős elektromos áram haladt volna át rajta.